# Kościół Wniebowzięcia Najświętszej Maryi Panny w Filipowie
Kościół Wniebowzięcia Najświętszej Maryi Panny w Filipowie – rzymskokatolicki kościół parafialny znajdujący się w dawnym mieście, obecnie wsi Filipów, w województwie podlaskim. Należy do dekanatu Filipów diecezji ełckiej.

## Historia
Obecna świątynia murowana została wzniesiona na podstawie planów Chrystiana Piotra Aignera dzięki staraniom księdza J. Myszkiewicza w 1841 roku i rozbudowana w 1884 roku podczas urzędowania księdza W. Sienkiewicza. Jest trzecim kościołem wybudowanym w tym miejscu. Podczas I wojny światowej w 1915 roku budowla została częściowo zniszczona, w latach 1923-1926 została odbudowana dzięki staraniom księdza proboszcza St. Dąbrowskiego. Ponownie zniszczona w 1944 roku, odbudowywali ją księża proboszczowie A. Kowalczyk i H. Pogorzelski. Dzięki staraniom księdza proboszcza K. Uszyńskiego w 1978 roku zostały przedłużone nawy boczne i tym samym powiększone: kaplice i zakrystie. Ostatnio świątynia została odrestaurowana na zewnątrz i wewnątrz oraz otrzymała nowe elementy wyposażenia (m.in. ołtarz, chrzcielnicę, ławki, żyrandole).

## Wyposażenie
Budowla posiada trzy nawy i reprezentuje styl dorycko-klasycystyczny, jej mury są pokryte blachą. Posadzka wewnątrz kościoła została wykonana z marmuru. W nastawie ołtarza głównego jest umieszczany obraz (zależnie od okresu liturgicznego wymienia się go). Ołtarz soborowy razem z podium pochodzi z katedry św. Wojciecha w Ełku i został zainstalowany w 1999 roku.